# Jülich
Jülich (latin: Juliacum) är en stad i distriktet Düren i den tyska delstaten Nordrhein-Westfalen. Staden är också känd under äldre stavningar som exempelvis Guelich och Gülich. Jülich har cirka 33 000 invånare, på en yta av 90 kvadratkilometer, och ingår i storstadsområdet Rheinschiene.

## Historia
Staden grundades cirka 300 f.Kr. som garnisonsstad vid ett vadställe över floden Rur på vägen mellan Aachen och Köln. Borgen i staden byggdes på 1500-talet av hertigen Vilhelm V (den rike) av Jülich. Den nya borgen ersatte som försvarsanläggning den tidigare borgen Hambach känd från 1000-talet belägen i stadens utkant i byn med namnet Hambach.
Hertigdömet Jülich, samtida stavning hertigdömet Gülich och innan 1440-talet grevskapet Gülich, omfattade de centrala delarna av dagens Nordrhein-Westfalen, mellan hertigdömet Aachen och ärkebiskopssätet Köln. Inom hertigdömet Jülich var Düsseldorf den största staden och tjänstgjorde i senare tid som inofficiell huvudstad.
Staden bombades svårt av de allierade under andra världskriget och vid krigsslutet 1945 var staden till 97% i ruiner och saknade invånare. Under 1949-1956 byggdes ett kärnforskningsinstitut i staden, Forschungszentrum Jülich, vilket gjorde att den fick en stor mängd nya invånare.

### Hertigdömet
Hertigdömet är känt från 1002 och upphörde 1814 i samband med Rhenförbundet. Fram till 1614 var det en självständig småstat inom det tysk-romerska riket. Från 1614 till 1801 var det en provins under Pfalz då det avstods till Frankrike och verkade som en fransk provins med namnet Juliers fram till 1814.
Den första greven föddes 1002 i det dåvarande grevskapet. Fursten av Jülich erhöll på 1440-talet värdighet som hertig. Hertigdömet omfattade som störst cirka 2/3 av nuvarande Nordrhein-Westfalen under fursteparet Johan III av Kleve och Maria av Jülich. Deras äktenskap innebar en sammanslagning av smårikena Jülich-Berg och Kleve-Mark. Till riket räknades också ärkebiskopsdömet Köln. De hade den världsliga makten i Köln, samtidigt som biskopen hade den andliga makten och inkomsterna av staden. Köln hade tilldelats hertig Johan II av Kleve kring 1410, som ett erkännande av påven för att hertigen stött påven i Rom, i dennes kamp mot påven i Avignon. Hertig Johan II hade efter detta tillnamnet "Småpåven" (der Kleinpapst'). Därav uttrycket "småpåvar".
Hertig Vilhelm V, son till Johan av Kleve och Maria av Jülich, och dennes son Johan, som Vilhelm hade i äktenskapet med Maria av Österrike, residerade som ensamma furstar i det sammanslagna riket. Deras vapensköld ingår än idag som en del av Nordrhein-Westfalens delstatsvapen. Johan av Jülich dog barnlös 1609. Hertig Vilhelm V och hans gemål Maria ligger begravda i katedralen i Düsseldorf.
Riket delades upp mellan Brandenburg och Pfalz-Neuburg efter det jülichska tronföljdskriget som rasade 1609 till 1614, av många betecknat som inledningen till det trettioåriga kriget. Hertigdömet Jülich tillföll därmed Pfalz. Övriga delar tillföll Brandenburg. Titeln hertig av Jülich, Kleve och Berg tillföll även hertig Vilhelms dotterson Johan Kasimir. Han var i sin tur den svenske kungen Karl X Gustavs far. Av den anledningen innehade de svenska kungarna Karl X Gustav, Karl XI och Karl XII denna titel.

### Religionsgräns
Rakt genom Jülich gick skiljelinjen mellan protestantismen och katolicismen. Vilhelm V uppfostrade sina söner till katoliker och sina döttrar till protestanter. Han ville själv konvertera till protestantismen, men hade förlorat i ett krig mellan 1541 och 1543 till den tyske kejsaren Karl V och i fredsfördraget lovat att förbli katolik. Vilhelm V hade dessförinnan skrivit vänskapsfördrag med den svenske kungen Gustav Vasa och den skotske kungen Jakob V. Han ville troligtvis att döttrarna skulle gifta sig med mäktiga protestantiska furstar, vilket också hans äldsta erkända dotter Maria gjorde. Hon gifte sig med Albrekt Fredrik av Preussen och betecknas som stammodern till det preussiska kungahuset.

## Bilder

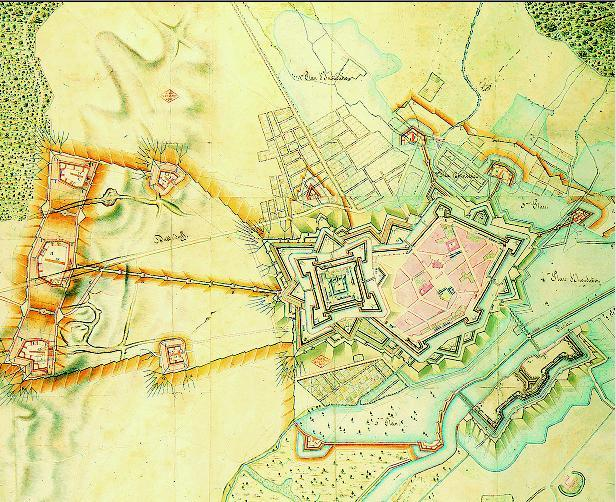
Karta över Jülich från 1805.
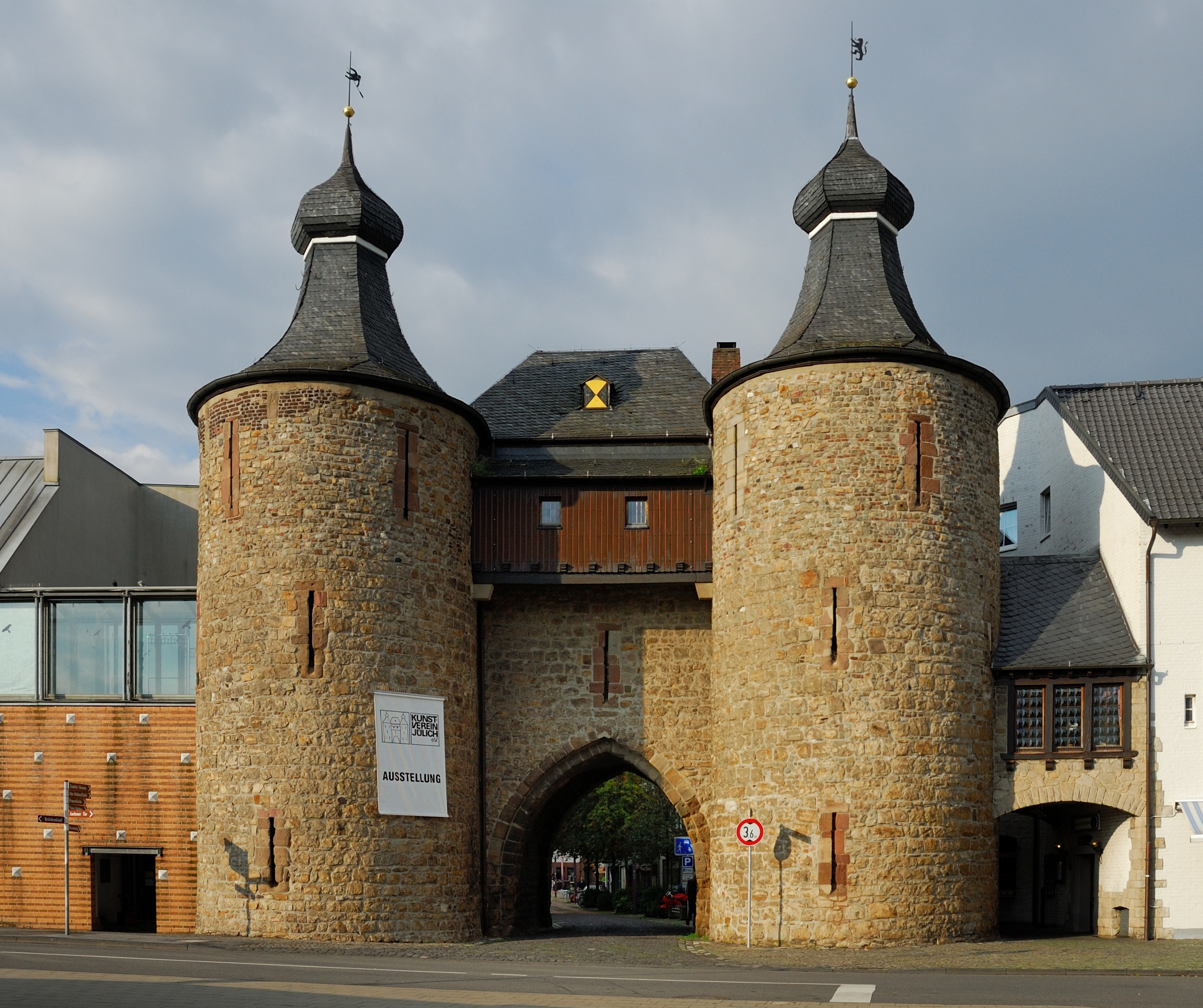
Hexenturm.
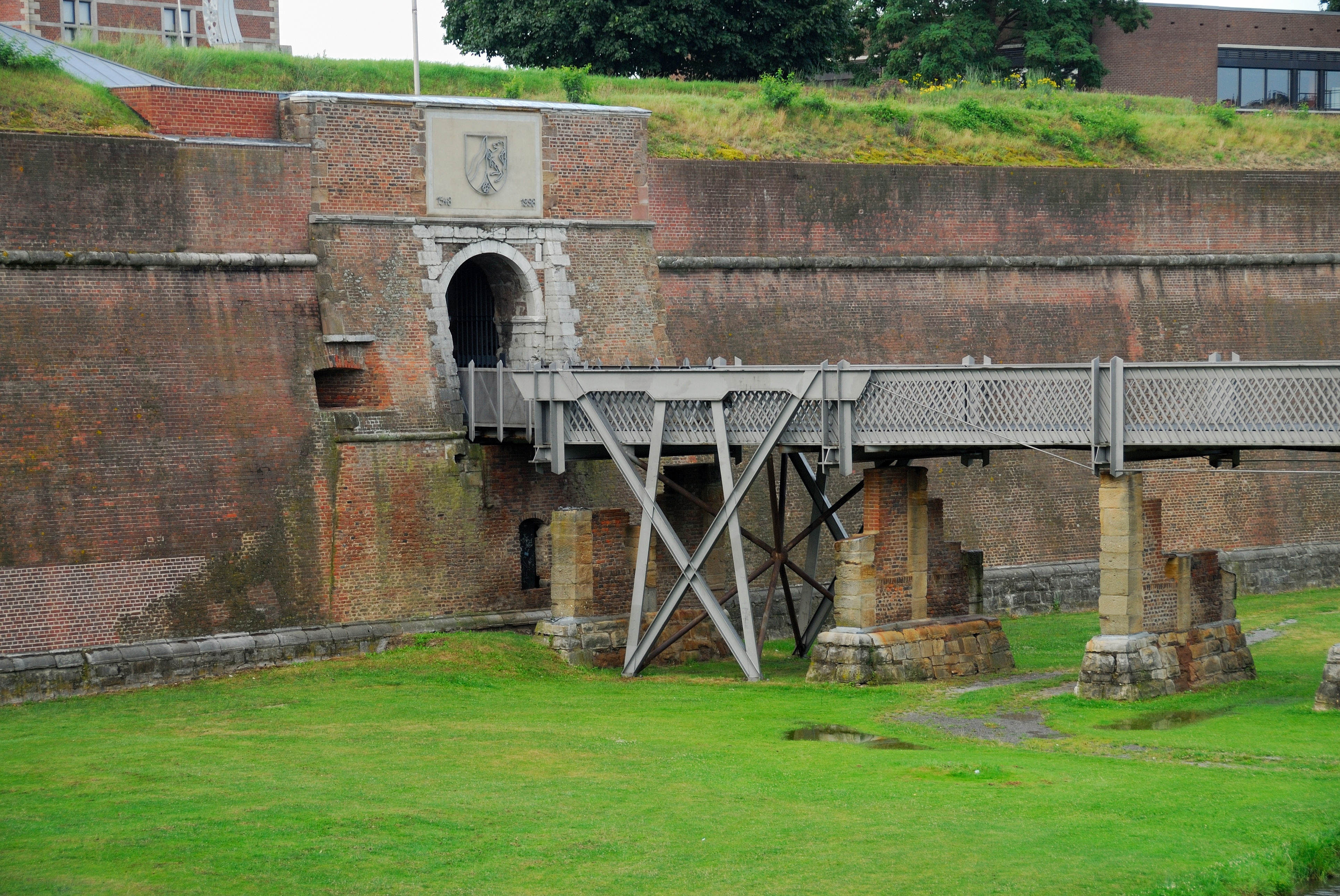
Citadel.